# Церковь Троицы в Никитниках
Церковь Святой Живоначальной Троицы в Никитниках (церковь Иконы Божией Матери Грузинская на Варварке, Великомученика Никиты, что на Глинищах) — православный храм в Тверском районе Москвы, эталон московского узорочья середины XVII века, выстроенный ярославскими купцами в Китай-городе (в той его части, которая в советское время была застроена административными зданиями, а ныне огорожена забором). Эта постройка составляет веху в истории русского зодчества, она послужила образцом для множества московских храмов второй половины XVII века.

## История
Ещё в XVI веке здесь существовала деревянная церковь во имя святого мученика Никиты. В 1620-е годы она сгорела, и по заказу жившего рядом ярославского купца Григория Никитникова в 1628—1651 годах был сооружён новый каменный храм во имя святой Троицы. Источники упоминают о строительных работах в 1631—1634 и 1653 годах. По поводу того, к какой из этих дат следует приурочить возведение сохранившейся церкви, среди учёных идёт дискуссия.
Южный придел храма был посвящён Никите Мученику, в него же была перенесена чтимая икона этого святого из сгоревшей церкви. Он служил усыпальницей храмоздателя и членов его семьи. В начале XX века северный фасад, где имелось крыльцо, симметричное южному, был искажён пристройками.
Главной святыней храма с 1654 года служит список Грузинской иконы Божией Матери, выполненный в связи с избавлением столицы от морового поветрия. К 250-летию этого события в подклете Грузинской иконы Божией Матери был освящён особый придел (1903, архитектор Виктор Веригин). Отсюда пошло старое наименование Никитникова переулка — «Грузинский», которое было изменено на текущее в 1926 году.
Не обходили церковь своим вниманием и российские правители. Алексей Михайлович преподнёс в дар два медных паникадила с двуглавыми орлами. Одно из них висит под главным сводом, другое, поменьше, в Никитском приделе. В апреле 1900-го храм посетил Николай II с супругой, при этом император лично распорядился, какие обновления в нём надо произвести.
В 1920 году храм был закрыт для богослужений и в 1934-м передан в состав Государственного исторического музея. В 1923—1941 годах здесь действовал музей Симона Ушакова, с 1963 года — музей древнерусской живописи. В послевоенное время тесно обстроен современными офисными зданиями, не имеющими ничего общего с историческим контекстом.
В 1991 году было принято решение вернуть церковь Русской православной церкви, ныне богослужения ведутся в подклете храма. Настоятель храма — протоиерей Арсений Тотев (с 1999 года).

## Архитектура и убранство
Хотя заказчиком выступал купец из Ярославля, архитектурное решение церкви не имеет ничего общего с огромными четырёхстолпными храмами ярославской школы. На высоком подклете, где купцы хранили свой товар, поставлен бесстолпный четверик, крытый сомкнутным сводом. Церковь увенчана пятью чисто декоративными главками (из которых только центральная является световой), покоящимися на двух ярусах кокошников. С северной и южной стороны к нему примыкают приделы с похожими горками кокошников и одной главкой. В западной части храма располагается паперть с галереей, к которой с северной стороны примыкает парадно оформленный, высокий шатёр колокольни, а с южной — демонстративно вынесенное на проезжую часть переулка крыльцо, также оформленное небольшим шатром.
Стены храма богато украшены белокаменной резьбой. Используется несколько различных типов наличников. Активно применяются изразцы. Аналогию этим декоративным решениям можно найти в Теремном дворце; не исключено, что это работа одной артели.

## Интерьер
В церкви сохранилась многофигурная, динамичная роспись, созданная по мотивам голландских гравюр Библии П. Борхта. Выполнена в 1652—53 году, вероятно, лучшими мастерами Оружейной палаты — Иосифом Владимировым (икона «Сошествие Святого Духа на апостолов» является одной из немногих точно атрибутированных ему икон), Симоном Ушаковым и другими. Их авторству принадлежат и иконы местного ряда иконостасов главного храма и южного придела. Использование фресок в интерьере — почти исключительный пример в рядовом московском зодчестве XVII века. Белокаменные порталы с кружевным рисунком арок первоначально также были раскрашены. 
Для этой церкви Симоном Ушаковым была написана икона «Древо государей Российских» (ныне в Третьяковской галерее).
В нижнем храме установлена каменная чаша для освящения воды. Ее крышка весит 80 кг, вся же чаша — 600 кг. Сделана она из цельного камня, который называется «Иерусалимская роза». Его добывают в каменоломнях на Святой земле. Из этого же материала сооружена и Кувуклия Гроба Господня. Именно на Гробе Господнем освятили крышку никитниковской водосвятной чаши, изготовленной мастерами в Иерусалиме и преподнесённой в дар приходу.

## Значение
Храм в Никитниках изобилует декоративными деталями, из которых составится архитектурный словарь узорочья и русского стиля XIX—XX веков. Для позднемосковского зодчества будут характерны сложно декорированные наличники, арки с висячими гирьками, широкое использование поливных изразцов. По заключению П. А. Раппопорта, «живописная асимметричная композиция церкви в сочетании с чрезвычайной насыщенностью её декоративными элементами сделали памятник как бы образцом для московских храмов последующего периода».

## Святыни
- Икона Божией Матери Владимирская («Древо государства Российского»).
- Икона «Благовещение с акафистом».
- Чудотворная Грузинская икона Божией Матери (образ прославился в 1654 г. во время моровой язвы)[9].